# Macrelaps microlepidotus
Genre
Espèce
Synonymes
- Uriechis microlepidotus Günther, 1860
- Atractaspis natalensis Peters, 1877

Macrelaps microlepidotus, unique représentant du genre Macrelaps, est une espèce de serpents de la famille des Lamprophiidae.

## Répartition
Cette espèce est endémique d'Afrique du Sud.

## Description
C'est un serpent venimeux.

## Publications originales
- Boulenger, 1896 : Catalogue of the snakes in the British Museum. London, Taylor & Francis, vol. 3, p. 1-727 (texte intégral).
- Günther, 1860 : Description of Uriechis microlepidotes, a new snake from South Africa. Annals and magazine of natural history, ser. 3, vol. 5, p. 168-170 (texte intégral).